# Donkey Kong 64
Donkey Kong 64 es un videojuego de plataformas de 1999 desarrollado por Rare y publicado por Nintendo para Nintendo 64. Es el primer juego en 3D de la serie Donkey Kong. Como el gorila Donkey Kong, se explora niveles temáticos para recolectar artículos y rescatar a sus amigos secuestrados por el rey K. Rool. El jugador completa minijuegos y rompecabezas como cinco personajes Kong jugables, cada uno con sus propias habilidades especiales, para recibir plátanos y otros objetos coleccionables. En un modo multijugador separado, hasta cuatro jugadores pueden competir en juegos de combate a muerte y último hombre en pie.
Después de desarrollar la trilogía Donkey Kong Country (1994-1996), Rare comenzó a trabajar en Donkey Kong 64 durante 1997, aunque la producción se reinició a la mitad del ciclo de desarrollo de tres años. Un equipo de 16 personas, con muchos reclutas del grupo de Banjo-Kazooie, terminó el juego en 1999, cuando Nintendo lo publicó en Norteamérica en noviembre y en todo el mundo en diciembre. Fue el primer videojuego que requirió el Expansion Pak de la consola Nintendo 64, un accesorio que agregaba recursos de memoria RAM. La campaña de marketing de US$22 millones incluyó anuncios, sorteos y una gira nacional.
Donkey Kong 64 recibió elogios universales y fue el más vendido de Nintendo durante la temporada navideña de 1999, con 2,3 millones de unidades vendidas en 2004. Ganó el premio E3 Game Critics de 1999 al Mejor Juego de Plataformas, y múltiples premios y nominaciones de revistas. Los revisores elogiaron el ancho y alto excepcionales, pero criticaron los controles de la cámara y el énfasis en la recopilación de elementos y el retroceso. Algunos citaron su similitud en el juego y las imágenes con el predecesor de Rare de 1998, Banjo-Kazooie (1998). Los críticos dijeron que no igualó el impacto revolucionario de Donkey Kong Country, pero aún estaba entre los mejores juegos de plataformas en 3D de Nintendo 64.
Donkey Kong 64 fue el último juego de Donkey Kong lanzado por Rare antes de su adquisición por parte de Microsoft en el año 2002. Las reseñas retrospectivas de Donkey Kong 64 fueron mixtas; los críticos lo consideraron emblemático del tedio en los juegos de plataformas de aventuras «collect-a-thon» de Rare. El tema introductorio llamado «DK Rap» a menudo se cita como una de las peores canciones de videojuegos, pero regresó décadas después. Donkey Kong 64 se volvió a publicar en la consola virtual del Wii U en 2015.

## Sistema de juego

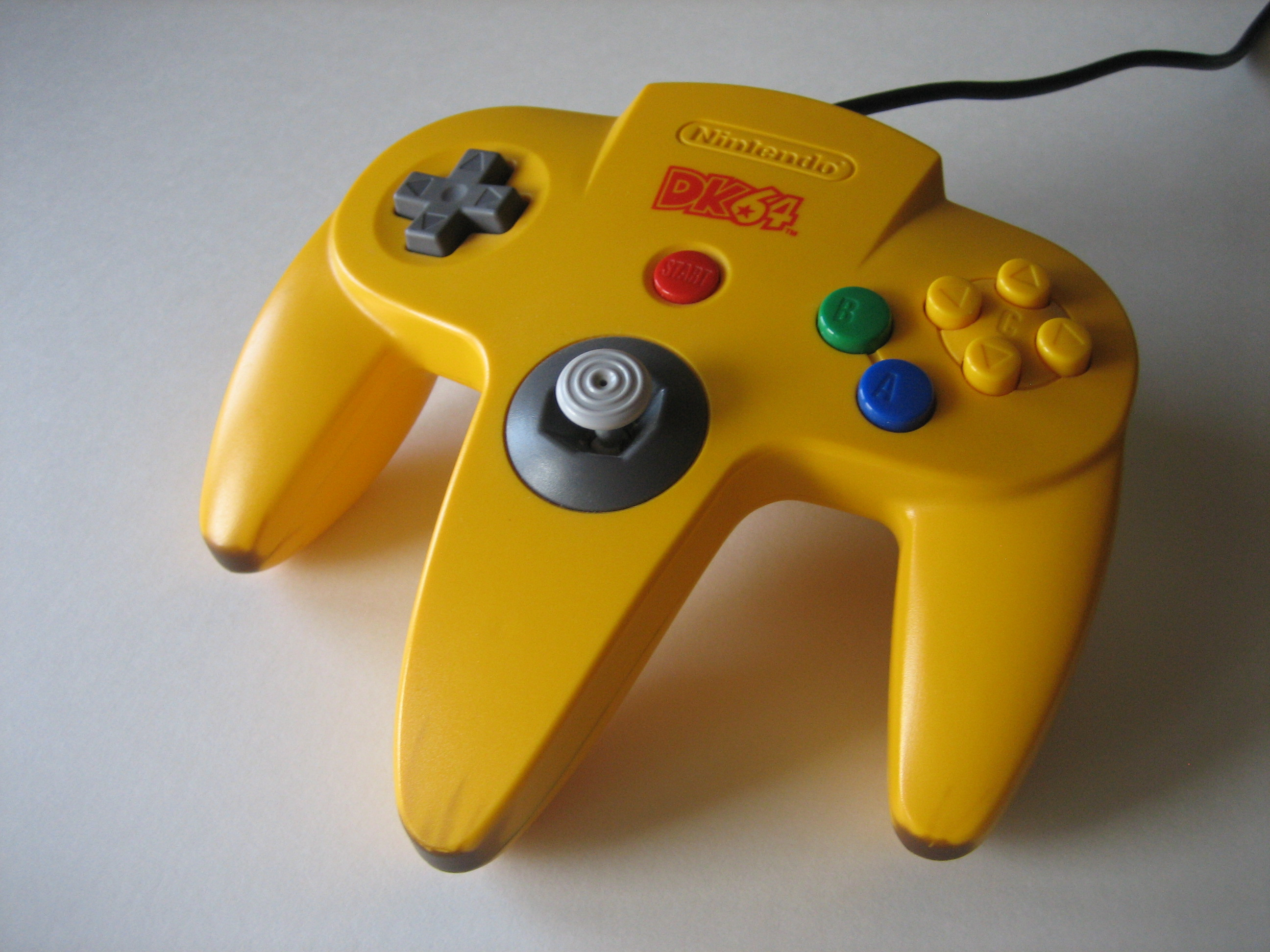
Control de Nintendo 64 con temática del juego.

Donkey Kong 64 es un videojuego de aventuras tipo plataformas en 3D en el que el jugador, como Donkey Kong y sus amigos, explora una isla y recolecta elementos para progresar a través de minijuegos y rompecabezas. El juego sigue una historia tradicional de la serie: el rey K. Rool y sus reptilianos Kremlings invaden la idílica isla DK y secuestran a los amigos de Donkey Kong, con la intención de encender su arma Blast-O-Matic y destruir la isla. Después de un tutorial, el jugador se embarca como Donkey Kong para rescatar a los demás de sus secuestradores y detener el plan de K. Rool. Mientras explora el mundo del juego y completa los minijuegos de rompecabezas, el jugador recolecta dos tipos de plátanos: los plátanos normales, que tienen un color diferente para cada personaje de Kong, otorgan al jugador medallas de plátano y se pueden intercambiar para acceder a la pelea de jefes de cada mundo; y plátanos dorados, de los cuales se requiere un cierto número para desbloquear cada nuevo mundo del juego. Con un total de 3 821 artículos coleccionables, se requieren 1 961 —incluidos cientos de plátanos normales— para completar el juego.
La mayoría de los acertijos son simples e implican reorganizar elementos, manipular interruptores y mosaicos o combinar elementos como en el juego de la Memoria. Los minijuegos incluyen carreras, paseos en vagonetas y barriles que disparan a los personajes como proyectiles. Hay cinco objetivos de recompensa de un plátano dorado para cada uno de los cinco personajes jugables en siete mundos temáticos: 200 objetivos en total, además de un supramundo de conexión. Los temas de los mundos incluyen el agua, el bosque, la jungla y la industria. A diferencia de los juegos anteriores de Donkey Kong, los objetivos se pueden completar en cualquier orden. El jugador puede viajar rápidamente entre las secciones del nivel con plataformas warp designadas y puede cambiar entre personajes en barriles de intercambio designados. El jugador recolecta monedas de plátano, que se pueden gastar para desbloquear nuevas armas y habilidades, y otros objetos coleccionables, como municiones para armas y piezas de rompecabezas de planos. Como en otros juegos de Rare, el jugador a menudo se encuentra con un callejón sin salida, como un objeto indestructible o un área fuera de su alcance, y debe adquirir una nueva habilidad con la que eventualmente retroceder y resolverlo.
Los amigos secuestrados de Donkey Kong se convierten en personajes jugables después de ser rescatados. Cada uno de los cinco personajes comienza con habilidades básicas y pueden comprar habilidades únicas adicionales de Cranky Kong a medida que avanza el juego, que son necesarias para resolver ciertos acertijos. Por ejemplo, Donkey Kong puede operar palancas, Chunky Kong puede levantar rocas, Tiny Kong puede arrastrarse a través de agujeros, Diddy Kong puede volar y Lanky Kong puede flotar. Cada uno de los personajes usa proyectiles e instrumentos musicales únicos. Por ejemplo, algunas puertas se pueden abrir solo con los proyectiles de coco de Donkey Kong y otras solo se pueden abrir con la guitarra de Diddy Kong. Hay más habilidades especiales que los botones de la cara en el controlador, por lo que se necesitan combinaciones de botones para activar algunas habilidades. Las combinaciones también activan modos especiales, que incluyen ángulos de cámara alternativos, un modo de francotirador y un modo de instantánea que desbloquea más secretos en el juego. Las versiones jugables del Donkey Kong (1981) y Jetpac (1983) están ocultas dentro del juego, y es necesario jugarlas para terminar la historia. El personaje del jugador también puede transformarse en animales, como Rambi the Rhino y Enguarde the Swordfish, que se repiten en juegos de series anteriores. El soporte de hardware opcional incluye un modo de pantalla panorámica y compatibilidad con el Rumble Pak.
Un modo multijugador separado tiene seis minijuegos para dos a cuatro jugadores. «Monkey Smash» es un minijuego de estilo de combate a muerte de arena abierta en el que hasta cuatro jugadores encuentran munición y usan sus respectivas armas de proyectiles del juego para un jugador para dañar a otros jugadores antes de perder todas sus vidas. «Battle Arena» es un minijuego de rey de la colina en el que los jugadores usan armas y explosivos para derribarse unos a otros desde el borde de una plataforma. Cada modo tiene varios subtipos en los que los jugadores pueden competir según el tiempo o la puntuación.

## Desarrollo
Tras su éxito con los juegos Donkey Kong Country a mediados de la década de 1990, Rare creó su próximo juego de Donkey Kong sobre la base de la jugabilidad de sus predecesores, pero no como una secuela directa. Gregg Mayles de Rare lideró el esfuerzo para crear Donkey Kong 64. El desarrollo comenzó en 1997, poco después de la finalización de Donkey Kong Country 3 (1996), destinado a su lanzamiento en el complemento de unidad de disquete 64DD de Nintendo 64. Se hizo la transición a cartucho después de que el 64DD se retrasara y finalmente se cancelara. Un equipo de 16 personas trabajó en el juego durante tres años y otros ocho miembros ayudaron en sus últimas etapas. Muchos desarrolladores abandonaron el equipo de Banjo-Kazooie (1998), que había trabajado en el juego del mismo nombre y Banjo-Tooie (2000). Donkey Kong 64 se construyó sobre el motor de juego del Banjo-Kazooie.
Rare concibió y diseñó originalmente Donkey Kong 64 como un juego de plataforma lineal tradicional similar a los juegos de Donkey Kong Country. La Nintendo 64 todavía era nueva y, en ese momento, Rare no tenía un motor de juego común. La versión lineal se desarrolló durante alrededor de 18 meses y se eliminó a favor de lo que sería el producto lanzado.
El artista principal, Mark Stevenson, describió la animación y el modelado de los personajes de Donkey Kong 64 como algo que comenzó de la nada. En la serie Donkey Kong Country, los personajes y entornos habían sido renderizados y modelados previamente con superficies NURB usando PowerAnimator, pero los gráficos 3D en tiempo real de Donkey Kong 64 solo pueden usar polígonos. Por lo tanto, el equipo utilizó una nueva herramienta, Gamegen. Sin embargo, los modelos renderizados previamente se usaron como referencia para los modelos y texturas de polígonos, como para el interior de la boca de los Kong.
Aunque los gráficos en tiempo real impidieron que Rare reprodujera los gráficos prerenderizados detallados de la serie Donkey Kong Country, permitieron a la empresa hacer que los personajes fueran más expresivos. Producir modelos de personajes satisfactorios resultó ser un desafío; el artista principal Mark Stevenson señaló que «siendo capaz de ver a este personaje desde cualquier ángulo, harías una animación, la pondrías en el juego y pensarías que se ve bien de lado, pero horrible desde cualquier otro lado». Stevenson también señaló que debido a que los videojuegos en 3D estaban en su infancia, los modelos Donkey Kong 64 siempre se verían peor que los Donkey Kong Country renderizados previamente.

El fuerte énfasis en los coleccionables fue una elección de diseño realizada a pedido del cofundador de Rare, Tim Stamper, para distinguir Donkey Kong 64 de Banjo-Kazooie. Según el director George Andreas, «siempre volvía a él y le decía “Aquí hay algo” y él decía “No, más cosas”». Retrospectivamente, Andreas comentó que debería haberse controlado, porque le hubiera gustado unificar el sistema bananero codificado por colores, entre otras cosas. Rare también intentó diferenciar Donkey Kong 64 de Banjo-Kazooie a través de su variedad de personajes jugables, escenarios cinematográficos y grandilocuentes batallas contra jefes. Según Andreas, el creador de Donkey Kong, Shigeru Miyamoto, se horrorizó cuando vio a Donkey Kong disparar una escopeta realista utilizada como marcador de posición durante una demostración preliminar, y rápidamente dibujó la pistola de coco utilizada en el juego final. Una función eliminada, «Stop 'N' Swop», habría permitido transferir datos de Banjo-Kazooie a Donkey Kong 64 para desbloquear extras en el juego.

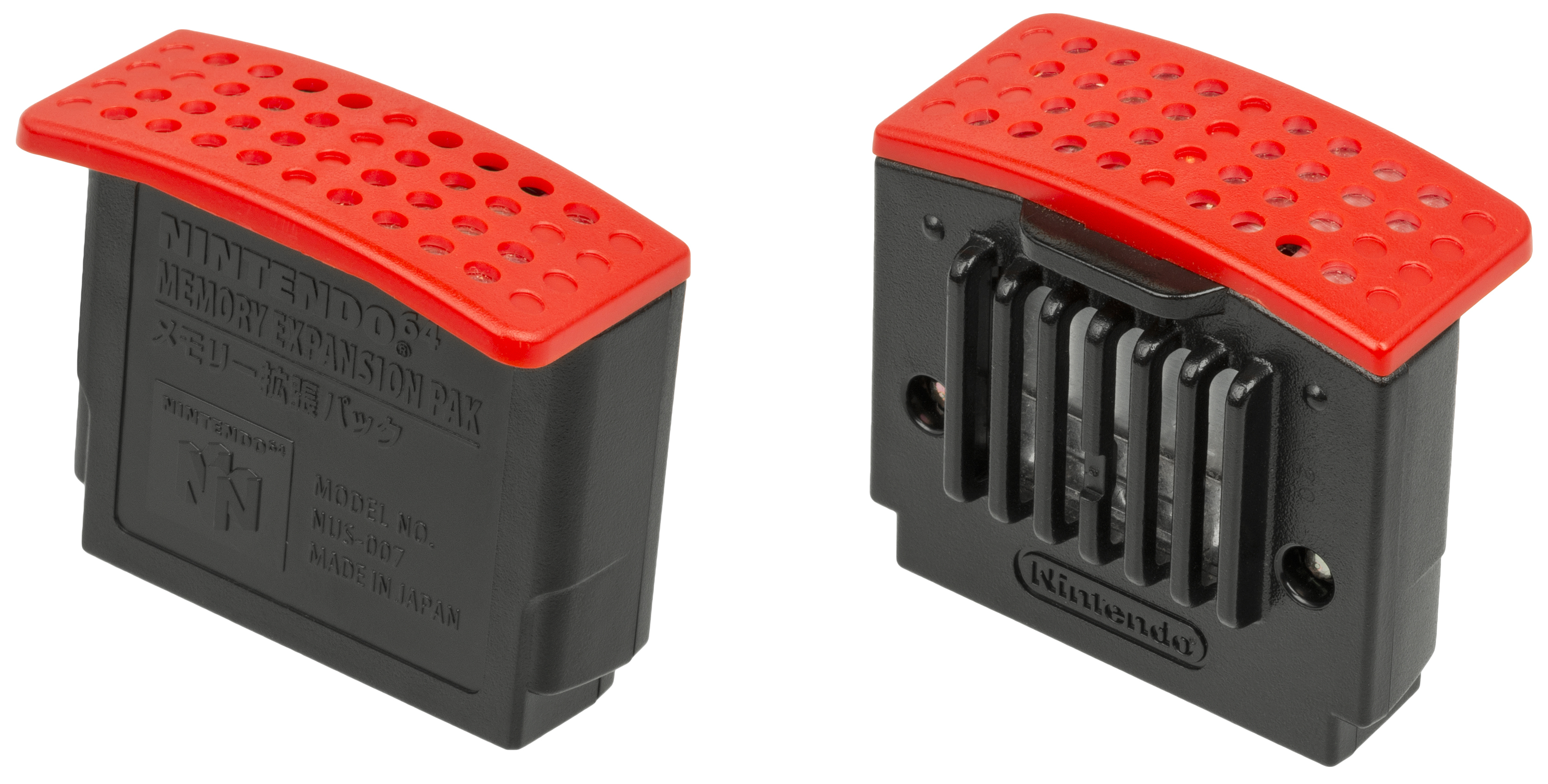
Expansion Pak, una actualización de RAM del Nintendo 64 requerida por primera vez en Donkey Kong 64.

Donkey Kong 64 es el primero de dos juegos que requiere el Expansion Pak de Nintendo 64, una actualización de RAM de la consola incluida con el juego. La actualización se usa en juegos anteriores para impulsar gráficos opcionales de mayor resolución, pero en el caso de Donkey Kong 64, se comercializó como una mejora de la velocidad de fotogramas del juego y la representación de objetos a distancia. Según el programador de Rare, Chris Marlow, la compañía no pudo resolver un error que ocurrió sin el Expansion Pak y, por lo tanto, se vieron obligados, a un gran costo, a incluir el juego con la actualización de memoria. Sin embargo, Stevenson llamó a la historia de Marlow un «mito» y dijo que el Expansion Pak se requería al principio del desarrollo. Aunque tal error existió hacia el final del desarrollo, según Stevenson, «el Expansion Pak no se introdujo para lidiar con esto y no fue la solución al problema». Stevenson también dijo que se usó para el sistema de iluminación dinámica del juego. Nintendo dijo que la opción de agrupar, en lugar de vender el accesorio por separado, evitaría la confusión del consumidor.

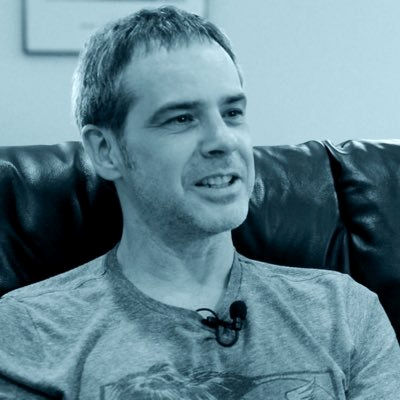
Compositor de Donkey Kong 64, Grant Kirkhope.

Grant Kirkhope compuso la banda sonora, acercándola más a la tradición de Banjo-Kazooie que a la de las bandas sonoras de Donkey Kong Country de David Wise. Sin embargo, Kirkhope ha comentado que trató de conservar el tono más oscuro y atmosférico que Wise trajo a Donkey Kong Country e incluyó un remix de «Jungle Japes» de Wise. La compositora de Donkey Kong Country 3, Eveline Fischer, fue originalmente asignada a Donkey Kong 64; Kirkhope se involucró después de que se le pidiera ayuda y proporcionó la voz de Donkey Kong. El «DK Rap», que presenta las habilidades del personaje de Kong, fue concebido y escrito por George Andreas, con música y grabación de Kirkhope e interpretado por Andreas y Chris Sutherland. Estaba destinado a ser una broma alegre a pesar de ser interpretado como un intento de composición «serio» en el lanzamiento del juego. Nintendo of America realizó un concurso «DK Rap» en el que los fanáticos graban su propia versión del rap para ganar premios, incluido un viaje a su sede.

## Promoción y lanzamiento
Rare anunció Donkey Kong 64 con una sola captura de pantalla en su sitio web y cobertura en la edición de enero de 1999 de Nintendo Power. Electronic Gaming Monthly escribió que el juego se podía jugar en la Electronic Entertainment Expo de 1997, aunque IGN dijo que debutó en el evento de 1999. El juego también se mostró en el Nintendo Space World de 1999. Se esperaba que Donkey Kong 64 fuera un éxito de ventas, como el «logro supremo» de la consola en gráficos y sonido.

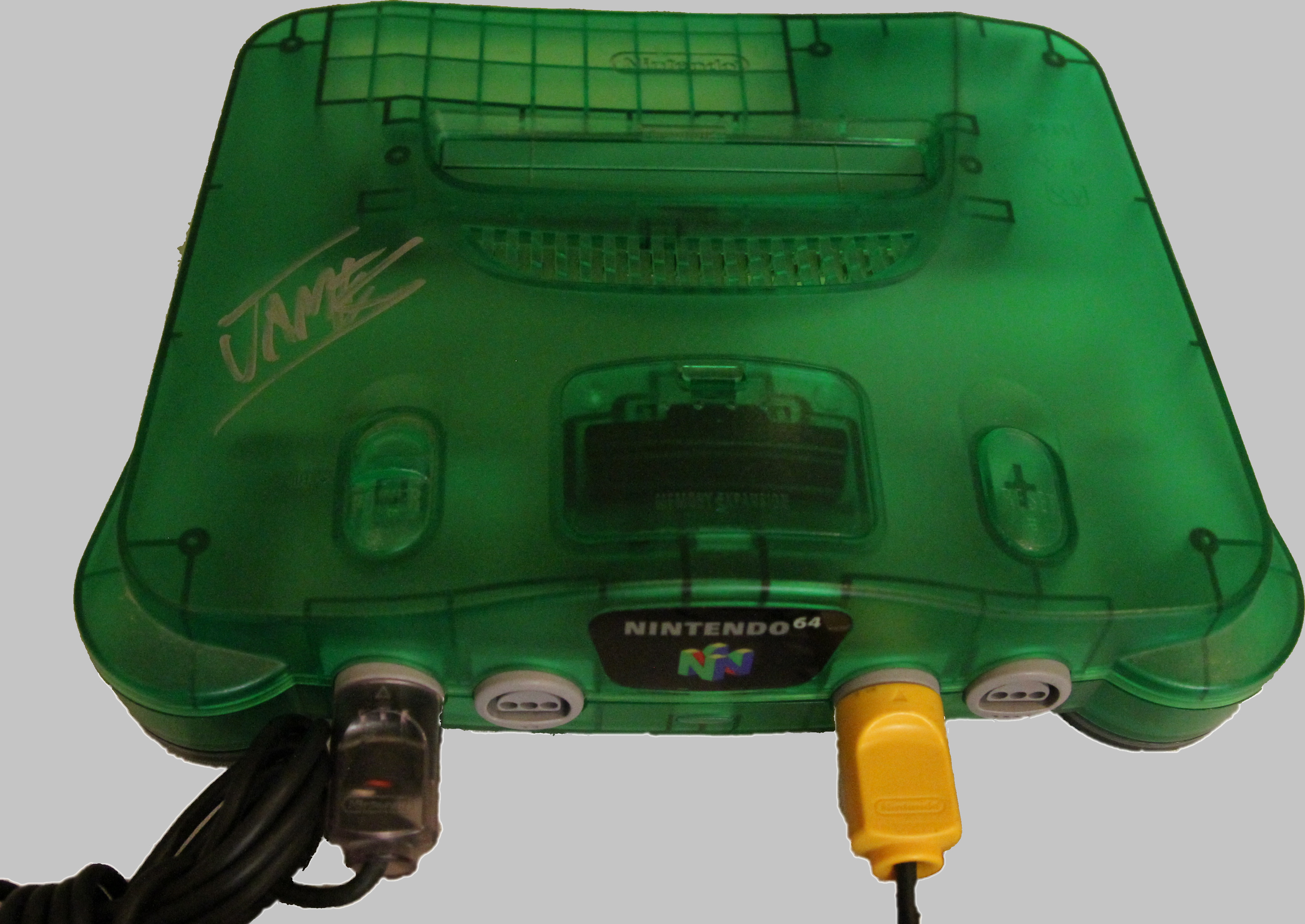
El juego se incluyó con una edición especial de Nintendo 64 en «verde jungla» translúcido.

La considerable campaña de marketing de US$22 millones de Donkey Kong 64 duplicó el presupuesto típico de un lanzamiento importante de Nintendo. La campaña incluyó un comercial de 60 segundos que se proyectó en más de 10 000 salas de cine durante la temporada navideña y anuncios adicionales a través de vallas publicitarias, prensa y radio. Una gira promocional de «The Beast Is Back» trajo un camión equipado con juegos de Nintendo a través de los Estados Unidos, y se anunció un sorteo separado entre la serie y Dr. Pepper en los supermercados. Nintendo proyectó ventas de 2,5 millones de copias dentro de un año, y más tarde ese año aumentó el número a 4 millones de copias —1,5 millones más que para The Legend of Zelda: Ocarina of Time—, incluido 1 millón de paquetes del verde translúcido Nintendo 64. Los minoristas encuestados esperaban que Donkey Kong 64 fuera el juego de consola más vendido durante la temporada navideña de 1999. El juego tuvo poca competencia en la temporada navideña por parte de Nintendo, ya que trasladó sus otros lanzamientos, incluidos Mario Party 2, Perfect Dark y Pokémon Stadium, al próximo año.
Rare y Nintendo lanzaron el juego en Norteamérica en noviembre de 1999, y un lanzamiento mundial siguió el mes siguiente. Junto con el lanzamiento del juego, Nintendo ofreció un paquete especial del juego y la consola, que incluía un cartucho de juego de color amarillo plátano, su Expansion Pak requerido y una consola Nintendo 64 verde transparente «estilo Jolly Rancher».
En abril de 2015, Donkey Kong 64 se volvió a publicar digitalmente como uno de los primeros juegos de Nintendo 64 agregados al catálogo de la consola virtual del Wii U. Este fue el primer relanzamiento del juego, ya que no había aparecido en la consola virtual de Wii. Se desconoce por qué el juego nunca se lanzó en la consola virtual de Wii, aunque Nintendo World Report especuló que podría estar relacionado con el hecho de que contiene tanto el arcade original Donkey Kong —que ya estaba disponible en la consola virtual— y Jetpac —sobre los cuales Nintendo no posee los derechos— como juegos jugables.

## Recepción
Donkey Kong 64 recibió elogios de la crítica: «aclamación universal», según el agregador de reseñas de videojuegos Metacritic. Se convirtió en el producto más vendido de Nintendo 64 durante la temporada navideña de 1999 y en la principal defensa de Nintendo contra la presentación de la consola Dreamcast por parte de su competidor Sega.Como éxito de ventas, Donkey Kong 64 se unió a la selección de juegos «Player's Choice» de Nintendo, donde las altas ventas continuaron durante la próxima temporada navideña. En 2004, se habían vendido más de 2,3 millones de unidades en América del Norte. Ganó el premio E3 Game Critics de 1999 al Mejor juego de plataforma, y varios premios anuales de Nintendo Power, incluido el mejor juego general de 1999. Además, fue nominado a «Juego del año» y «Juego de consola del año» durante la 3.ª edición de los premios anuales AIAS Interactive Achievement Awards —ahora conocidos como D.I.C.E. Awards—. GamePro lo nombró «Elección del editor». IGN describió a Donkey Kong 64 como el juego de Nintendo 64 más grande y ambicioso a partir de su lanzamiento, pero muy similar a Banjo-Kazooie en su diseño de plataformas y rompecabezas. Las similitudes entre los dos juegos eran un estribillo común.
Los revisores criticaron o elogiaron poco el énfasis del juego en recolectar elementos y retroceder: «una búsqueda de huevos interactiva». Esto se había convertido en una tendencia en los juegos de Rare, y Donkey Kong 64 siguió la «fórmula predecible» de hacer que los jugadores coleccionaran varios conjuntos de elementos y en su totalidad para un final especial. Next Generation notó la propensión de Rare a dar marcha atrás. GameSpot asumió de manera más diplomática que los jugadores a los que les gustaba coleccionar artículos se sentirían excitados por su valor de repetición, y aquellos a los que no les gustaba se sentirían frustrados por sus tareas. The Cincinnati Enquirer aplaudió los minijuegos como una «diversión bienvenida [que] se suman a la diversión de una aventura ya masiva», y que son tan buenos que habrían funcionado como sus propios juegos lanzados en consolas de generaciones anteriores. EGM dijo que los acertijos y los minijuegos son divertidos la primera vez, pero se desgastan rápidamente cuando se vuelven a jugar con restricciones de tiempo cada vez más estrictas. GameSpot, sin embargo, consideró partes del juego de Donkey Kong 64 «cerebrales», lo que requería la consideración de varias tareas simultáneas para resolver acertijos posteriores. Ya familiarizados con los conceptos tomados de Super Mario 64, Ocarina of Time y Banjo-Kazooie, los críticos consideraron las tareas del jugador menos innovadoras o interesantes de descifrar. En revisiones retrospectivas, Nintendo Life describió la tarea de recolectar objetos como «excesiva» y repetitiva. Sugirieron que el retroceso, por ejemplo, podría reducirse al permitir que el jugador cambie de personaje en cualquier momento.
El tamaño y la duración del juego se mencionaron con frecuencia. Con un estimado de 30 horas de juego básico, IGN lo llamó War and Peace de Rare. GameFan escribió que «grande» es un eufemismo, y «la aventura que se encuentra dentro es mastodóntica». Los escritores de AllGame y EGM se perdían o distraían con frecuencia en su mundo. Se destacó el ingenio de las batallas contra jefes, particularmente la batalla final contra K. Rool, aunque el final de la historia decepcionó a EGM. Los revisores encontraron poco entretenimiento en el modo multijugador, pero elogiaron la variedad de juego entre los cinco personajes. Los controles también frustraron a los revisores, entre la velocidad de movimiento lenta y los problemas con el ángulo de la cámara. Por ejemplo, los personajes que dejan de responder durante sus animaciones de ataque son vulnerables a los enemigos invasores. Edge escribió que la falta de mejoras en la cámara sobre Banjo-Kazooie era imperdonable.
Incluso con la expansión de RAM para gráficos, las imágenes de Donkey Kong 64 solo se encontraron marginalmente, si es que lo hicieron, mejores que las de sus juegos contemporáneos, como Banjo-Kazooie del año anterior. IGN admitió que Donkey Kong 64 no era tan bonito como Banjo-Kazooie, especialmente en el agua y los fondos, aunque todavía figuraba entre los juegos más bonitos de la consola porque el escenario es árido y anodino al principio, y solo más tarde introduce efectos de iluminación y texturas más ricas. IGN esperaba más de Rare, elogiando los efectos de partículas —como en el viento del desierto—, pero considerando su iluminación dinámica sobreutilizada. N64 Magazine dijo que los efectos mejorados se usaban con mayor frecuencia para la decoración, aunque también desempeñaban un papel en los rompecabezas basados en la iluminación de caminos. Se informaron dificultades gráficas incluso con la memoria adicional, como ralentizaciones de la velocidad de fotogramas y características distantes que no aparecían con ningún detalle, aunque en general elogiaron las florituras gráficas. GameSpot también vio una falta de variedad en el entorno del juego.
Los personajes fueron elogiados por sus personalidades, animaciones y representación del humor característico de Rare. Varios revisores notaron las personalidades que se muestran en las animaciones de los personajes. IGN consideró a los personajes menos desconcertantes que los de otros juegos de Rare y, a veces, divertidos. GameFan descubrió que la adición de los tres nuevos personajes jugables a la serie ofrecía poca personalidad que se perdería.
IGN dijo que la música era menos inteligente que la de Banjo-Kazooie, pero la banda sonora de Kirkhope aún ofrecía una variedad de estados de ánimo y encajaba en el escenario. Las pistas auditivas en el sonido envolvente y la calidad de los efectos bajo el agua impresionaron a GameSpot. Los revisores criticaron el tema de apertura «DK Rap» como «vergonzoso» y entre la peor música de videojuegos. GamePro dijo que era gracioso pero vulgar. Ocho años después, Nintendo Life dijo que la canción era «amada por algunos, odiada por otros», de manera similar al juego en sí.
El consenso fue que Donkey Kong 64 carecía del potencial revolucionario de Donkey Kong Country, pero tenía una calidad lo suficientemente alta como para venderse bien durante la temporada navideña. The Cincinnati Enquirer describió su estilo de plataforma como combinado con el de muchos otros, como Super Mario 64, Banjo-Kazooie y Jet Force Gemini (1999): «Reemplace la trama, los gráficos y un par de elementos del juego y básicamente tiene el mismo juego». No obstante, dijo que «su dominio de elementos que se han hecho hasta el cansancio puede ser la chispa necesaria» para hacer evolucionar el género en juegos lanzados en años posteriores, celebrando su jugabilidad como adictiva y una de las mejores en Nintendo 64. Aunque los fanáticos entusiasmados se sentirían decepcionados, IGN dijo que Donkey Kong 64 sigue siendo un juego de plataformas excelente y expansivo con una cantidad abrumadora de cosas que hacer. GameFan, por otro lado, se mostró muy decepcionado por cómo el juego «realmente no ofrece nada nuevo» y comparó su monotonía y repetición con la película Eyes Wide Shut: «un gran proyecto inflado sin suficientes momentos brillantes para justificar el entumecimiento... [de] sentarse a través de todo el asunto», «no está a la altura del nombre Rare». El plataforma 3D de Donkey Kong 64 era un lugar común en el momento de su lanzamiento y, según GameSpot, le habría ido mejor como juego de lanzamiento de Nintendo 64. Teniendo en cuenta su competencia, Daily Radar escribió que Donkey Kong 64 era simplemente el mejor juego de plataformas en 3D de la consola. Edge calificó este pensamiento: Donkey Kong 64 fue lo más cerca que un desarrollador externo había estado de superar el dominio de la estructura del juego de Nintendo y fue «un buen esfuerzo ... por derecho propio», pero su juego fue derivado y carente de imaginación en comparación con el libertad y flexibilidad de Super Mario 64 de Nintendo.

## Legado
Los juegos de plataformas 3D de Rare se hicieron famosos por su énfasis en la recolección de artículos, y Kotaku recordó a Donkey Kong 64 como «el peor ejemplo» con cientos de plátanos codificados por colores. Otros reseñadores retrospectivos estuvieron de acuerdo.  Electronic Gaming Monthly escribió «Como  ... Super Mario 64 dio vida al género de plataformas 3D, Donkey Kong 64 lo chupó todo» y solidificó la reputación de Rare de hacer «plataformero collect-a-thon».  El desarrollador independiente detrás de A Hat in Time, un sucesor espiritual de Banjo-Kazooie, culpó a Donkey Kong 64 por el declive en popularidad del género de «aventuras de plataformas coleccionables».
Retro Gamer y Game Informer recordaron la recepción del juego como «mixta», en consideración de sus similitudes con Banjo-Kazooie y la falta de cambios de género. A pesar de los comentarios decentes, Donkey Kong 64 y siguientes juegos de Nintendo 64 desarrollados por Rare no cumplían con los expectativas de los juegos anteriores de la compañía, y las débiles ventas condujeron a un éxodo del gran parte del personal que culminó con la adquisición de la empresa por Microsoft en 2002. Donkey Kong 64 resultó ser el último juego de Donkey Kong hecho por Rare; la serie no recibió otra entrega importante hasta Donkey Kong Jungle Beat (2004) cinco años después. La Nintendo 64 se acercaba al final de su ciclo de vida, la revista Electronic Gaming Monthly señaló en el lanzamiento del juego, que los jugadores volvieron su mirada hacia la Sega Dreamcast y la Sony PlayStation 2. IGN luego nombró a Donkey Kong 64 como digno de ser rehecho para la consola portátil 3DS de Nintendo. En 2014, Official Nintendo Magazine colocó el juego en el puesto 89 en una lista de los mejores juegos de Nintendo, llamándolo «Un clásico olvidado».
Mientras que el «DK Rap» todavía es recordado por su recepción negativa, se vio una mejora en popularidad durante una década después de que se volviera un meme de Internet. Sutherland cree que la mejora ocurrió porque aquellos que jugaron el juego cuando eran niños se dieron cuenta de que la canción estaba destinada a ser tomada como una broma, no como un intento serio de escribir canciones. De manera similar, Kirkhope comentó que «es un poco como ABBA, la forma en que han vuelto a estar de moda a lo largo de los años». Versiones del «DK Rap» aparecieron en Super Smash Bros. Melee (2001) y Donkey Konga (2003). En 2017, Kirkhope compuso un rap similar para Yooka-Laylee, un juego de plataformas hecho en homenaje a la obra de Rare.

## Nota
1. ↑  Los revisores que comentaron sobre la recopilación de elementos y el seguimiento incluyen Electronic Gaming Monthly,[49] GameSpot,[4] GameFan,[50] N64 Magazine,[29] Nintendo Life,[6] Next Generation,[11] Daily Radar,[58] y AllGame.[12]